# Natação no Campeonato Mundial de Esportes Aquáticos de 2022 - 4x100 m livre misto
A prova do revezamento 4x100 metros livre misto da natação no Campeonato Mundial de Esportes Aquáticos de 2022 ocorreu no dia 24 de junho, em Budapeste, na Hungria.

## Recordes
Antes desta competição, os recordes mundiais e do campeonato nesta prova eram os seguintes:
| Tipo                  | Atleta    | Tempo     | Local   | Data                |
| --------------------- | --------- | --------- | ------- | ------------------- |
|                       | Austrália | 3m 19s 40 | Gwangju | 27 de julho de 2019 |
| Recorde do campeonato | Austrália | 3m 19s 40 | Gwangju | 27 de julho de 2019 |

Os seguintes novos recordes foram estabelecidos durante esta competição. 
| Data        | Prova | Nacionalidade | Tempo     | Recordes        |
| ----------- | ----- | ------------- | --------- | --------------- |
| 24 de julho | Final | Austrália     | 3m 19s 38 | Recorde mundial |

## Medalhistas
| Ouro | Prata | Bronze |
| Austrália · Jack Cartwright · Kyle Chalmers · Madison Wilson · Mollie O'Callaghan · Zac Incerti* · William Yang* · Meg Harris* · Leah Neale* | Canadá · Joshua Liendo · Javier Acevedo · Kayla Sanchez · Penny Oleksiak · Ruslan Gaziev* · Taylor Ruck* · Maggie Mac Neil* | Estados Unidos · Ryan Held · Brooks Curry · Torri Huske · Claire Curzan · Drew Kibler* · Erika Brown* · Kate Douglass* |

*Participaram apenas das eliminatórias, mas também receberam medalhas.

## Cronograma
Todos os horários são locais (UTC+2). 
| Data        | Hora  | Evento        |
| ----------- | ----- | ------------- |
| 24 de junho | 09:53 | Eliminatórias |
| 24 de junho | 19:49 | Final         |

## Resultados

### Eliminatórias
Esses foram os resultados das eliminatórias. A prova foi realizada no dia 24 de junho com início às 09:53.
| Pos. | Bateria | Raia | Nacionalidade          | Nadadores | Tempo   | Notas            |
| ---- | ------- | ---- | ---------------------- | --- | ------- | ---------------- |
| 1    | 2       | 0    | Estados Unidos         | Ryan Held (47.85) Drew Kibler (48.26) Erika Brown (53.73) Kate Douglass (54.64)                                                 | 3:24.48 | Q                |
| 2    | 2       | 9    | Canadá                 | Ruslan Gaziev (49.16) Javier Acevedo (48.34) Taylor Ruck (53.92) Maggie Mac Neil (53.88)                                        | 3:25.30 | Q                |
| 3    | 3       | 0    | Austrália              | Zac Incerti (49.28) William Yang (48.39) Meg Harris (53.97) Leah Neale (53.91)                                                  | 3:25.55 | Q                |
| 4    | 2       | 4    | Países Baixos          | Stan Pijnenburg (48.79) Jesse Puts (48.54) Tessa Giele (55.47) Marrit Steenbergen (53.06)                                       | 3:25.86 | Q                |
| 5    | 3       | 5    | Itália                 | Leonardo Deplano (48.92) Alessandro Miressi (48.16) Silvia Di Pietro (54.62) Chiara Tarantino (54.30)                           | 3:26.00 | Q                |
| 6    | 3       | 4    | Reino Unido            | Jacob Whittle (49.04) Matt Richards (48.57) Freya Anderson (54.03) Lucy Hope (54.46)                                            | 3:26.10 | Q                |
| 7    | 3       | 3    | Brasil                 | Vinicius Assunção (48.95) Gabriel Santos (48.70) Stephanie Balduccini (54.29) Giovanna Diamante (54.37)                         | 3:26.31 | Q                |
| 8    | 3       | 1    | China                  | Hong Jinquan (49.26) Wang Changhao (49.20) Lao Lihui (54.40) Ai Yanhan (54.34)                                                  | 3:27.20 | Q                |
| 9    | 1       | 1    | Nova Zelândia          | Lewis Clareburt (49.55) Carter Swift (48.39) Chelsey Edwards (55.39) Laura Littlejohn (54.58)                                   | 3:27.91 | Recorde nacional |
| 10   | 2       | 5    | Suécia                 | Robin Hanson (49.31) Isak Eliasson (48.78) Sofia Åstedt (55.71) Sara Junevik (55.23)                                            | 3:29.03 |                  |
| 11   | 3       | 8    | Coreia do Sul          | Hwang Sun-woo (49.18) Lee Yoo-yeon (49.64) Jeong So-eun (55.42) Hur Yeon-kyung (55.11)                                          | 3:29.35 | Recorde nacional |
| 12   | 1       | 2    | Israel                 | Tomer Frankel (49.45) Ron Polonsky (48.92) Lea Polonsky (56.59) Daria Golovaty (55.28)                                          | 3:30.24 |                  |
| 13   | 1       | 6    | Singapura              | Jonathan Tan (49.72) Ardi Mohamed Azman (50.46) Quah Jing Wen (56.21) Amanda Lim (56.74)                                        | 3:33.13 |                  |
| 14   | 2       | 3    | Grécia                 | Stergios Bilas (49.80) Odysseus Meladinis (49.30) Maria Drasidou (58.36) Anna Ntountounaki (56.95)                              | 3:34.41 |                  |
| 15   | 1       | 5    | Taipé Chinesa          | Wang Kuan-hung (50.49) Wang Hsing-hao (50.08) Hsu An (57.08) Huang Mei-chien (57.03)                                            | 3:34.68 | Recorde nacional |
| 16   | 3       | 9    | Hong Kong              | Ian Ho (50.12) Nicholas Lim (51.30) Camille Cheng (56.67) Chloe Cheng (57.17)                                                   | 3:35.26 |                  |
| 17   | 1       | 7    | Letônia                | Ģirts Feldbergs (51.95) Daniils Bobrovs (53.72) Ieva Maļuka (55.78) Gabriela Ņikitina (56.78)                                   | 3:38.23 |                  |
| 18   | 1       | 8    | Tailândia              | Dulyawat Kaewsriyong (51.71) Navaphat Wongcharoen (51.84) Jinjutha Pholjamjumrus (58.05) Jenjira Srisaard (1:01.73)             | 3:43.33 |                  |
| 18   | 3       | 2    | Marrocos               | Samy Boutouil (50.42) Souhail Hamouchane (52.76) Lina Khiyara (1:00.53) Imane El Barodi (59.62)                                 | 3:43.33 |                  |
| 20   | 1       | 4    | Vietname               | Nguyễn Quang Thuấn (52.06) Nguyễn Hữu Kim Sơn (52.12) Võ Thị Mỹ Tiên (1:00.62) Lê Thị Thảo My (1:01.08)                         | 3:45.88 |                  |
| 21   | 1       | 3    | Seicheles              | Mathieu Bachmann (53.54) Therese Soukup (1:02.27) Simon Bachmann (53.91) Khema Elizabeth (1:03.53)                              | 3:53.25 |                  |
| 22   | 2       | 8    | Mongólia               | Batbayaryn Enkhkhüslen (59.59) Batbayaryn Enkhtamir (52.94) Enkh-Amgalangiin Ariuntamir (1:04.74) Zandanbal Gunsennorov (56.69) | 3:53.96 |                  |
| 23   | 2       | 2    | Uganda                 | Adnan Kabuye (56.00) Kirabo Namutebi (1:03.73) Tendo Mukalazi (53.16) Avice Meya (1:03.15)                                      | 3:56.04 |                  |
| 24   | 1       | 0    | Guam                   | Israel Poppe (56.29) Mia Lee (1:03.46) Keana Santos (1:09.57) Benjamin Ko (56.89)                                               | 4:06.21 |                  |
| 25   | 1       | 9    | Marianas Setentrionais | Taiyo Akimaru (57.63) Maria Batallones (1:06.75) Jinie Thompson (1:10.06) Juhn Tenorio (58.51)                                  | 4:12.95 |                  |
| 26   | 2       | 1    | Maldivas               | Mohamed Aan Hussain (56.96) Aishath Sausan (1:10.71) Hamna Ahmed (1:13.88) Mubal Azzam Ibrahim (56.89)                          | 4:18.44 |                  |
| 27   | 3       | 7    | Tanzânia               | Dennis Mhini (59.10) Eunike Fugo (1:15.13 Kayla Temba (1:23.02) Collins Saliboko                                                | DSQ     | DSQ              |
| 27   | 2       | 6    | Bahamas                | | DNS     | DNS              |
| 27   | 2       | 7    | França                 | | DNS     | DNS              |
| 27   | 3       | 6    | Angola                 | | DNS     | DNS              |

### Final
A final foi realizada em 24 de junho às 19:49.
| Pos.              | Raia | Nacionalidade  | Nadadores                                                                                               | Tempo   | Notas                 |
| ----------------- | ---- | -------------- | --- | ------- | --------------------- |
| Medalha de ouro   | 3    | Austrália      | Jack Cartwright (48.12) Kyle Chalmers (46.98) Madison Wilson (52.25) Mollie O'Callaghan (52.03)         | 3:19.38 | Recorde mundial       |
| Medalha de prata  | 5    | Canadá         | Joshua Liendo (48.02) Javier Acevedo (47.96) Kayla Sanchez (52.52) Penny Oleksiak (52.11)               | 3:20.61 | Recorde nacional      |
| Medalha de bronze | 4    | Estados Unidos | Ryan Held (47.93) Brooks Curry (47.72) Torri Huske (52.70) Claire Curzan (52.84)                        | 3:21.09 |                       |
| 4                 | 7    | Reino Unido    | Tom Dean (48.25) Lewis Burras (47.86) Anna Hopkin (53.27) Freya Anderson (53.06)                        | 3:22.44 |                       |
| 5                 | 6    | Países Baixos  | Stan Pijnenburg (48.80) Jesse Puts (48.29) Tessa Giele (54.58) Marrit Steenbergen (52.57)               | 3:24.24 |                       |
| 6                 | 1    | Brasil         | Gabriel Santos (48.73) Vinicius Assunção (48.03) Giovanna Diamante (53.98) Stephanie Balduccini (54.04) | 3:24.78 | Recorde sul-americano |
| 7                 | 2    | Itália         | Lorenzo Zazzeri (48.69) Alessandro Miressi (47.50) Silvia Di Pietro (54.19) Chiara Tarantino (55.45)    | 3:25.83 |                       |
| 8                 | 8    | China          | Hong Jinquan (48.88) Wang Changhao (48.86) Lao Lihui (54.60) Ai Yanhan (54.58)                          | 3:26.92 |                       |

Legenda
| Recorde mundial       | Recorde mundial (World record)               |                       | Recorde africano                      | Recorde africano (African) |                                           | Q | Classificado por posição (Qualified) |
| Recorde do campeonato | Recorde do campeonato (Championship record)  | Recorde da América    | Recorde da América (Americas)         | q                          | Classificado por melhor tempo (Qualified) |   |                                      |
| Melhor marca do ano   | Melhor marca do ano (World leading)          | Recorde asiático      | Recorde asiático (Asian)              | DNS                        | Não largou (Did not start)                |   |                                      |
| Recorde nacional      | Recorde nacional (National record)           | Recorde europeu       | Recorde europeu (European)            | DNF                        | Não terminou (Did not finish)             |   |                                      |
| Recorde pessoal       | Recorde pessoal do atleta (Personal best)    | Recorde da Oceania    | Recorde da Oceania (Oceania)          | DSQ / DQ                   | Desclassificado (Disqualified)            |   |                                      |
| Recorde da temporada  | Recorde da temporada do atleta (Season best) | Recorde sul-americano | Recorde sul-americano (South America) | NM                         | Sem marca (No mark)                       |   |                                      |